# Oenothera glazioviana

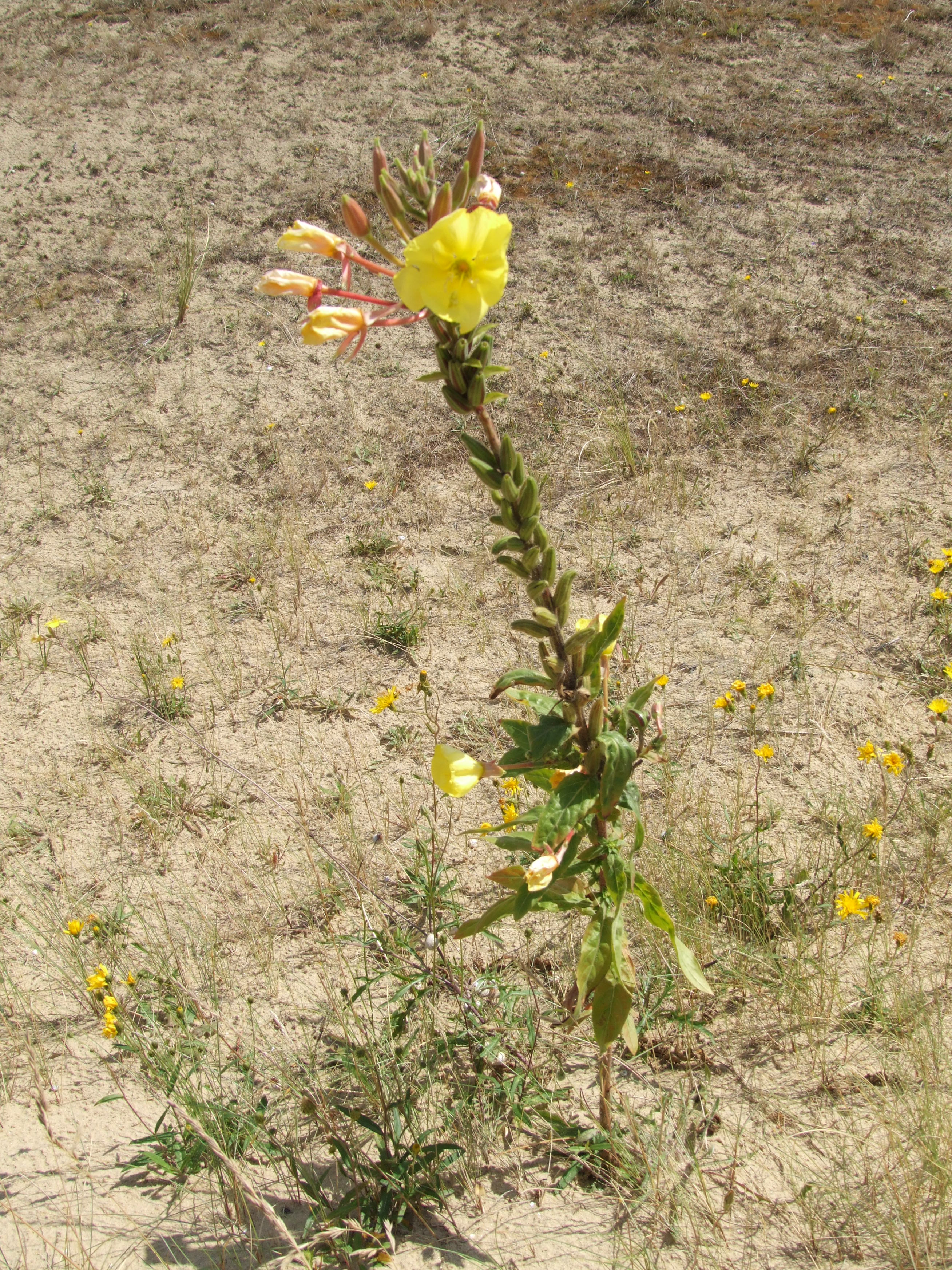
Oenothera glazioviana, Dune du Perroqut

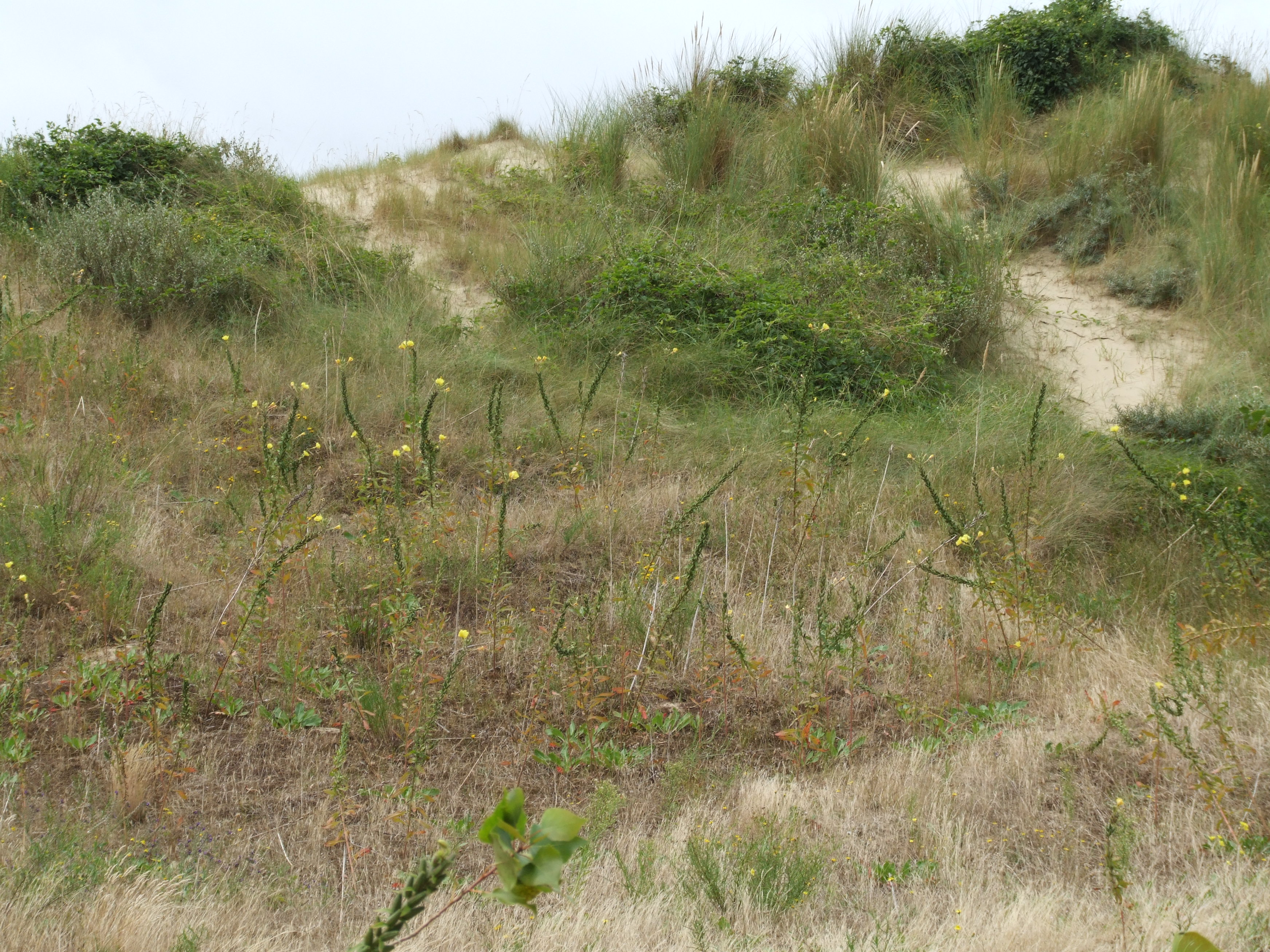
Oenothera glazioviana

Oenothera glazioviana é uma espécie de planta com flor pertencente à família Onagraceae. 
A autoridade científica da espécie é Micheli, tendo sido publicada em Flora Brasiliensis 13(2): 178–179. 1875.
Os seus nomes comuns são boas-noites, canárias, erva-dos-burros, onagra ou zécora.

## Portugal
Trata-se de uma espécie presente no território português, nomeadamente em Portugal Continental e no Arquipélago dos Açores.
Em termos de naturalidade é introduzida nas duas regiões atrás indicadas.

## Protecção
Não se encontra protegida por legislação portuguesa ou da Comunidade Europeia.